# 성복임
성복임(成福姙, 1969년 7월 8일 ~ )은 대한민국의 정치인이다. 또한, 군포시의원이자, 경기도의원이다.

## 학력
- 한국방송통신대학교 환경보건학과 졸업

## 경력
- 군포·의왕 교육청 무상급식추진위원회 군포시 대표
- 군포시 예산지킴이시민연대 사무국장
- 군포시 환경자치시민회 대표
- 2014.07 ~ 2018.06 제6대 경기도 군포시의회 의원
- 2018.07 ~ 2022.06 제7대 경기도 군포시의회 의원
- 2025.04 ~ 제11대 경기도의회 의원
- 2025.04 ~ 제11대 경기도의회 후반기 건설교통위원회 위원

## 역대 선거 결과
|  | 18.60% |

|  | 49.94% |

|  | 43.42% |

|  | 58.25% |